# آيت بوحماد الجبل (أكلمام أزكزا)
آيت بوحماد الجبل هي إحدى مشيخات المملكة المغربية، تتبع جغرافيا لإقليم خنيفرة وإداريًا لأكلمام أزكزا. يقدر عدد سكانها بـ 1023 نسمة حسب الإحصاء الرسمي للسكان والسكنى لسنة 2004.